# Colas et Colinette
Personnages
- M. Dolmont, seigneur de la paroisse
- Le Bailli du village
- Colinette, jeune paysanne élevée chez M. Dolmont
- Colas, jeune paysan amoureux de Colinette
- L'Épine, domestique de M. Domont

Colas et Colinette ou le Bailli dupé est une œuvre lyrique en trois actes composée par Joseph Quesnel au XVIIIe siècle et considérée comme étant le premier opéra québécois et probablement le premier en Amérique du Nord.

## Historique
La comédie en prose Colas et Colinette est composée vers 1788 par Joseph Quesnel. La première a lieu le 14 janvier 1790 chez le peintre Louis Dulongpré à Montréal,. Une deuxième représentation est donnée le 9 février 1790. Elle est ensuite jouée à Québec en janvier 1805 au Théâtre Patagon et en 1807,. Lors de ces différents productions, le rôle de Colinette était interprété par un homme puisqu'à l'époque, la participation des femmes dans les productions théâtrales québécoises n'était pas autorisée par le clergé. Le livret de l'opéra a été publié en 1808 par l'imprimeur québécois John Neilson.
L'opéra fut la seule pièce de Joseph Quesnel à avoir été imprimée de son vivant.

### Reconstitution
En 1960 Helmut Kallman, musicologue de Toronto retrouva la partie de second violon, le livret et la partie vocale des ariettes de Colas et Colinette aux archives du Séminaire de Québec,. Ce qui restait du manuscrit de Quesnel avait été récupéré par Jacques Viger à l'église Notre-Dame à Montréal. C'est d'ailleurs Viger qui les avait fait transférer au Séminaire de Québec. En travaillant à partir de ces manuscrits, le compositeur Godfrey Ridout reconstitua les parties instrumentales à la demande de la Société Radio-Canada. Ridout y ajoute aussi une ouverture, une introduction musicale que Quesnel n'avait pas pu intégrer à l'oeuvre originale puisqu'il est mort avant d'avoir terminé de la composer. Cette reconstitution est jouée pour la première fois en 1963 par la société Ten Centuries Concerts à Toronto. En 1968 une version abrégée de l'œuvre est enregistrée par le Service international de Radio-Canada et la maison de disque Sélect.

## Argument
Inspiré par la philosophie de Rousseau, l'intrigue met en scène la jeune Colinette, pupille avisée et dégourdie de Monsieur Dolmont, qui préfère pour mari Colas, un garçon simple et honnête, au Bailli, prétendant bien établi mais âgé et pervers.

## Personnages
- M. Dolmont, seigneur de la paroisse
- Le Bailli du village
- Colinette, jeune paysanne élevée chez M. Dolmont
- Colas, jeune paysan amoureux de Colinette
- L'Épine, domestique de M. Domont